# Cerkiew św. Mikołaja we Włodzimierzu
Cerkiew św. Mikołaja – prawosławna cerkiew parafialna we Włodzimierzu; należy do dekanatu włodzimiersko-wołyńskiego eparchii włodzimiersko-wołyńskiej Ukraińskiego Kościoła Prawosławnego Patriarchatu Moskiewskiego.
Obiekt został wzniesiony w 1780 jako prywatna fundacja unickiego biskupa Porfiriusza Skarbka-Ważyńskiego. Budynek był barokową kaplicą unicką pod wezwaniem błogosławionego Jozafata Kuncewicza, o typowym dla mniejszych cerkwi swojej epoki planie z przedsionkiem, nawą i pomieszczeniem ołtarzowym, bez kopuł, z wolno stojącą dzwonnicą. Już dwadzieścia lat później obiekt został przekazany Kościołowi prawosławnemu i ponownie poświęcony, otrzymując wezwaniem św. Mikołaja. W 1910 obiekt pełnił funkcje kaplicy cmentarnej, po czym (po 1914) stał się cerkwią parafialną. 
Obiekt posiada status zabytku o znaczeniu ogólnoukraińskim.